# Álvaro López Miera

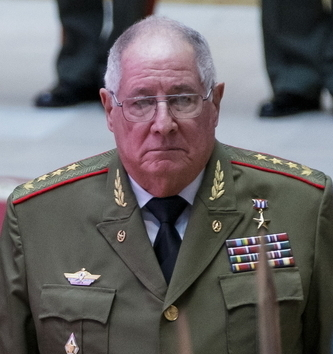
Álvaro López Miera

Álvaro López Miera (* 26. Dezember 1943 in Havanna) ist ein kubanischer Offizier der Fuerzas Armadas Revolucionarias (FAR) und Politiker der Kommunistischen Partei Kubas (PCC), der als Korpsgeneral unter anderem seit 2021 Minister der Revolutionären Streitkräfte im Ministerrat Kubas ist.

## Leben
Álvaro López Miera besuchte die Grundschule in Santiago de Cuba und arbeitete schon als Kind mit der Revolutionären Bewegung des 26. Juli (Movimiento 26 de Julio) zusammen. Im Alter von nur 14 Jahren trat er den Streitkräften der Zweiten Ostfront „Frank País“ bei und übte bis zum Triumph der Revolution im Januar 1959 verschiedene Funktionen als Kämpfer aus. 1960 trat er den ersten Artillerieeinheiten der Revolutionären Streitkräfte FAR (Fuerzas Armadas Revolucionarias) bei, wo er die Positionen des Chefs kleinerer Einheiten und Einheiten dieser Waffe innehatte. Am 	3. Oktober 1965 gehörte er zu den Mitgründern der Kommunistischen Partei Kubas PCC (Partido Comunista de Cuba). In seiner Dienstzeit übernahm er Verwendungen beim kubanischen Militäreinsatz in Angola (Operación Carlota) und gehörte zu den ersten Streitkräfteinheiten, die Ende 1975 im Bürgerkrieg in Angola zum Einsatz kamen und mit denen er an Kampfhandlungen in Catofe, Morros del Tongo, Santa Comba, Altohama, Tchipipa, Nova Lisboa, Catata, Caconda, Sa da Bandeira und Cahama teilnahm. Nach seiner Rückkehr wurde er zum Operationsoffizier der Artillerie-Brigade der Reserve des Oberkommandos ernannt. 1977 beendete er seine zweite Mission in Äthiopien, um den somalischen Angriffen entgegenzutreten, und nahm während des Ogadenkrieges an Kämpfen bei Harar Cherificale Fedis, Dire, Dawa Harewa, Melo, Harewa, Arab, Lewinaje, Jijiga im Süden von Ogaden teil.
Nachdem López Miera zwischen 1982 und 1984 die Militärakademie des Generalstabes der Streitkräfte der Sowjetunion „Kliment Jefremowitsch Woroschilow“ absolviert hatte, war er nacheinander Chef der Generaltruppen (Tropas Generales), Chef der Infanteriedivision (División de Infantería) sowie Chef der Panzerbrigade (Brigada de Tanques). 1987 kehrte er in die Volksrepublik Angola zurück, um seine dritte internationalistische Mission durchzuführen, diesmal als Chef der Generaltruppen, Chef der Operationsabteilung der Militärmission, Chef der kubanischen Gruppe in Cuito Cuanavale während der Schlacht bei Cuito Cuanavale im Januar und Februar 1988 sowie Chef der 30. Panzerbrigade.

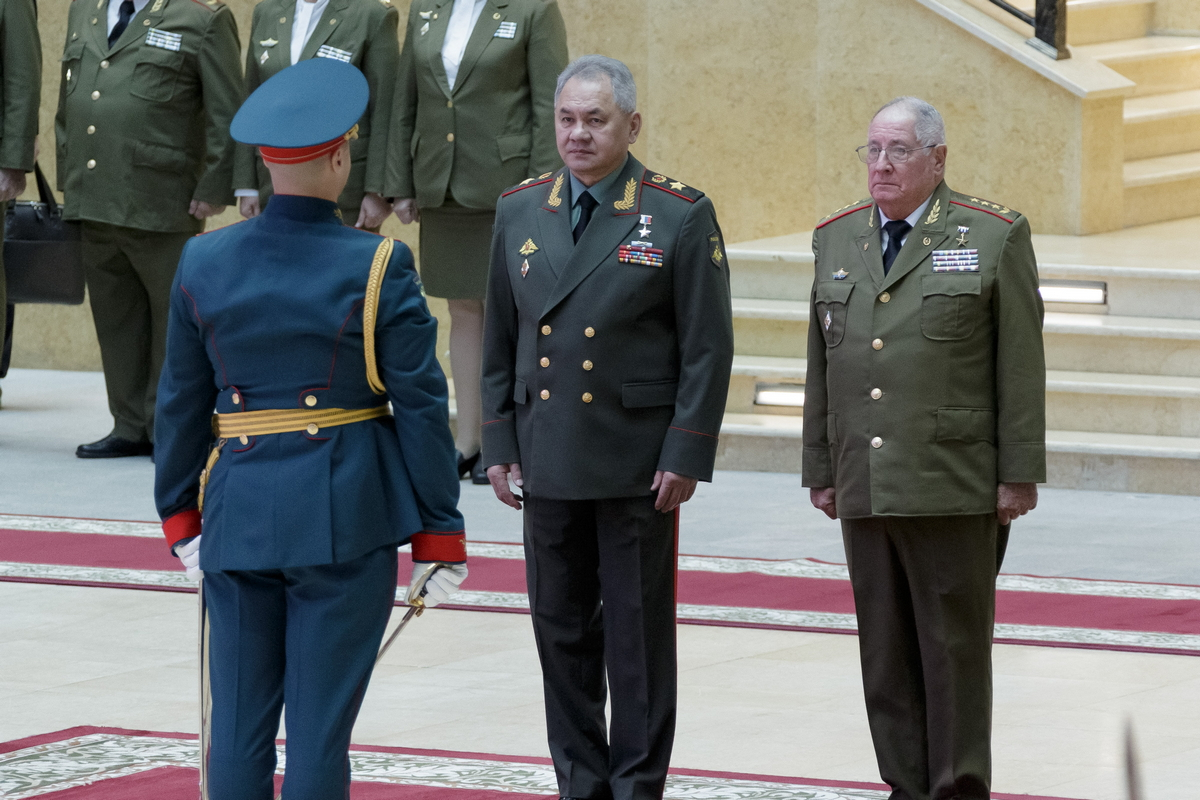
Verteidigungsminister General López Miera bei einem Besuch in Moskau mit dem Verteidigungsminister der Russischen Föderation Armeegeneral Sergei Kuschugetowitsch Schoigu (2023).

Nach seiner Rückkehr nach Kuba übernahm Álvaro López Miera den Posten als stellvertretender Stabschef der Ostarmee (Ejército Oriental) und wurde 1993 zum stellvertretenden Generalstabschef und Leiter der Operationsdirektion ernannt. Im Oktober 1997 wurde er als Nachfolger von General Ulises Rosales del Toro zum Vize-Minister für die Revolutionären Streitkräfte und Generalstabschef (Sub Jefe del Estado Mayor General) ernannt. 2001 wurde er zum Korpsgeneral (General de Cuerpo de Ejército) befördert und neben seiner Verwendung als Chef des Generalstabes auch zum Ersten Vizeminister für die FAR ernannt. Auf dem II. Parteitag	(17. bis 20. Dezember 1980) wurde er erstmals zum Mitglied der Zentralkomitees (ZK) der PCC gewählt und gehört diesem Gremium seither an. Auf dem V. Parteitag	(8.10. Oktober 1997) wurde er zudem Mitglied des Politbüros des ZK und gehört diesem obersten Führungsgremium der Kommunistischen Partei seither an. Er ist ferner Abgeordneter der Nationalversammlung der Volksmacht ANPP (Asamblea Nacional del Poder Popular), Mitglied der Komitees zur Verteidigung der Revolution CDR (Comités de Defensa de la Revolución) sowie Mitglied des Staatsrates (Consejo de Estado de Cuba).
Am 15. April 2021 wurde General López Miera schließlich als Nachfolger von Leopoldo Cintra Frías zum Minister der Revolutionären Streitkräfte (Ministro de las Fuerzas Armadas Revolucionarias) im Ministerrat Kubas (Consejo de Ministros de Cuba) ernannt. Für seine Verdienste wurde er mehrmals auszeichnet und erhielt unter anderem den Ehrentitel Held der Republik Kuba (Héroe de la República de Cuba), den „Antonio Maceo“-Orden, den „Camilo Cienfuegos“-Orden und den „Ernesto „Che“ Guevara“-Orden sowie zahlreich Medaillen und Gedenkmedaillen.
Am 11. Juli 2025, dem Jahrestag der Massenunruhen in Kuba 2021, wurden die US-Sanktionen gegen Kuba auch auf konkrete Personen ausgeweitet. Neben Präsident Díaz-Canel betraf dies auch López als Verteidigungsminister sowie den Innenminister und deren unmittelbaren Angehörige.